# Byrsia
Byrsia is een geslacht van vlinders van de familie spinneruilen (Erebidae), uit de onderfamilie Arctiinae.

## Soorten
- B. amoena Rothschild & Jordan, 1901
- B. aurantiaca (Snellen, 1886)
- B. buruana van Eecke, 1929
- B. dotata Walker, 1864
- B. latiplaga Rothschild, 1912
- B. ornata Rothschild & Jordan, 1901